# Góra Chełm (Pasmo Klonowskie)
 Góra Chełm (Chełmowa) (399 m n.p.m.) – najdalej na zachód wysunięte wzniesienie Pasma Klonowskiego Gór Świętokrzyskich. Wierzchołek porośnięty lasem. W znajdującym się na zachodnim zboczu góry nieczynnym kamieniołomie Zachełmie w 2010 r. odkryto najstarsze do tej pory ślady czworonogów.